# Gand-Wevelgem 1980
La 36e édition de Gand-Wevelgem a eu lieu le 2 avril 1974. La course est remportée par le Néerlandais Henk Lubberding (TI-Raleigh-Creda) qui parcourt les 244 kilomètres en 6 h 16. Il est suivi dans le même temps par le Belge Alfons De Wolf (Boule d'Or-Sunair-Colnago) et par le Néerlandais Piet van Katwijk (TI-Raleigh-Creda).

## Équipes
| Équipes professionnelles (7)- TI-Raleigh-Creda - Boule d'Or-Sunair-Colnago - Marc-Carlos-V.R.D.-Woningbouw - Vermeer-Thijs-Mini-Flat - Safir-Ludo - Peugeot-Esso-Michelin - DAF Trucks-Lejeune |
| |

## Classement final
Ce Gand-Wevelgem est remporté par le Néerlandais Henk Lubberding (TI-Raleigh-Creda). Il est suivi dans le même temps par le Belge Fons De Wolf (Boule d'Or-Sunair-Colnago) et par le Néerlandais Piet van Katwijk (TI-Raleigh-Creda).
| \| Classement général \| Classement général \| Classement général \| Classement général \| Classement général \| \| Coureur \| Coureur \| Pays \| Équipe \| Temps \| \| ------------------ \| ------------------ \| ------------------ \| ----------------------------- \| ------------------ \| \| 1er \| Henk Lubberding \| Pays-Bas \| TI-Raleigh-Creda \| 6 h 16 min 00 s \| \| 2e \| Alfons De Wolf \| Belgique \| Boule d'Or-Studio Casa \| + 0 s \| \| 3e \| Piet van Katwijk \| Pays-Bas \| TI-Raleigh-Creda \| + 0 s \| \| 4e \| Jos Schipper \| Pays-Bas \| Marc-Carlos-V.R.D.-Woningbouw \| + 0 s \| \| 5e \| Jan Bogaert \| Belgique \| Vermeer-Thijs-Mini-Flat \| + 0 s \| \| 6e \| Jan Raas \| Pays-Bas \| TI-Raleigh-Creda \| + 1 min 10 s \| \| 7e \| Willy Teirlinck \| Belgique \| Safir-Ludo \| + 1 min 10 s \| \| 8e \| Hennie Kuiper \| Pays-Bas \| Peugeot-Esso-Michelin \| + 1 min 10 s \| \| 9e \| Jo Maas \| Pays-Bas \| DAF Trucks-Lejeune \| + 1 min 10 s \| \| 10e \| Oscar Dierickx \| Belgique \| Safir-Ludo \| + 1 min 10 s \| |                  |          |                               |                 |
| |                  |          |                               |                 |
| Sources : ProCyclingStats Cycling Archives |                  |          |                               |                 |
| Classement général |                  |          |                               |                 |
| Coureur | Coureur          | Pays     | Équipe                        | Temps           |
| 1er | Henk Lubberding  | Pays-Bas | TI-Raleigh-Creda              | 6 h 16 min 00 s |
| 2e | Alfons De Wolf   | Belgique | Boule d'Or-Studio Casa        | + 0 s           |
| 3e | Piet van Katwijk | Pays-Bas | TI-Raleigh-Creda              | + 0 s           |
| 4e | Jos Schipper     | Pays-Bas | Marc-Carlos-V.R.D.-Woningbouw | + 0 s           |
| 5e | Jan Bogaert      | Belgique | Vermeer-Thijs-Mini-Flat       | + 0 s           |
| 6e | Jan Raas         | Pays-Bas | TI-Raleigh-Creda              | + 1 min 10 s    |
| 7e | Willy Teirlinck  | Belgique | Safir-Ludo                    | + 1 min 10 s    |
| 8e | Hennie Kuiper    | Pays-Bas | Peugeot-Esso-Michelin         | + 1 min 10 s    |
| 9e | Jo Maas          | Pays-Bas | DAF Trucks-Lejeune            | + 1 min 10 s    |
| 10e | Oscar Dierickx   | Belgique | Safir-Ludo                    | + 1 min 10 s    |